# Соджертіс (Нью-Йорк)
Соджертіс (англ. Saugerties) — місто (англ. town) в США, в окрузі Ольстер штату Нью-Йорк. Населення — 19 038 осіб (2020).

## Демографія
Згідно з переписом 2010 року, у місті мешкали 19 482 особи в 8163 домогосподарствах у складі 5193 родин. Було 9106 помешкань
Расовий склад населення:
| - 94,2 % — білих - 1,7 % — чорних або афроамериканців - 1,1 % — азіатів - 0,3 % — корінних американців |

До двох чи більше рас належало 2,1 %. Частка іспаномовних становила 5,0 % від усіх жителів.
За віковим діапазоном населення розподілялося таким чином: 20,9 % — особи молодші 18 років, 63,0 % — особи у віці 18—64 років, 16,1 % — особи у віці 65 років та старші. Медіана віку мешканця становила 43,7 року. На 100 осіб жіночої статі у місті припадало 95,2 чоловіків;  на 100 жінок у віці від 18 років та старших — 94,6 чоловіків також старших 18 років.
Середній дохід на одне домашнє господарство  становив 73 038 доларів США (медіана — 58 433), а середній дохід на одну сім'ю — 88 071 долар (медіана — 73 491). Медіана доходів становила 46 774 долари для чоловіків та 37 689 доларів для жінок. За межею бідності перебувало 9,9 % осіб, у тому числі 15,8 % дітей у віці до 18 років та 6,9 % осіб у віці 65 років та старших.
Цивільне працевлаштоване населення становило 9594 особи. Основні галузі зайнятості: освіта, охорона здоров'я та соціальна допомога — 25,7 %, роздрібна торгівля — 12,5 %, будівництво — 11,9 %.